# الدوري الإسباني الدرجة الثالثة 1946–47
الدوري الإسباني الدرجة الثالثة 1946–47 (بالإسبانية: Tercera División de España 1946-47)‏ هو موسم من الدوري الإسباني الدرجة الثالثة. فاز فيه فالنسيا ميستايا.